# Хорн'яли
Хорн'я́ли (рос. Хорнъялы, чув. Хурăнлăх) — присілок у складі Маріїнсько-Посадського району Чувашії, Росія. Входить до складу Октябрського сільського поселення.
Населення — 67 осіб (2010; 78 у 2002).
Національний склад:
- чуваші — 99 %